# Malgrate
Malgrate is een gemeente in de Italiaanse provincie Lecco (regio Lombardije) en telt 4233 inwoners (31-12-2004). De oppervlakte bedraagt 2,0 km², de bevolkingsdichtheid is 2115 inwoners per km².

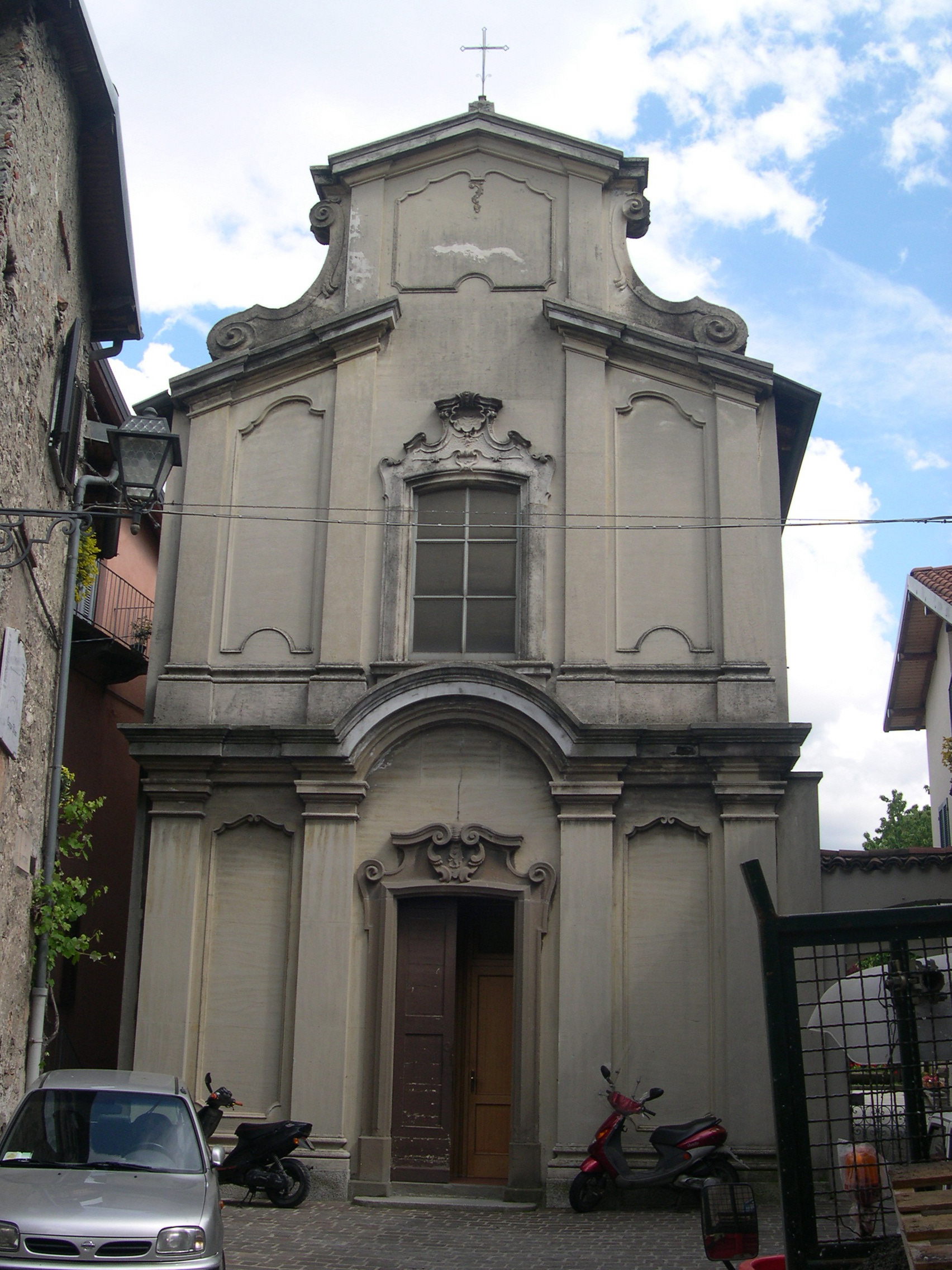
Kerk van Sant'Antonio
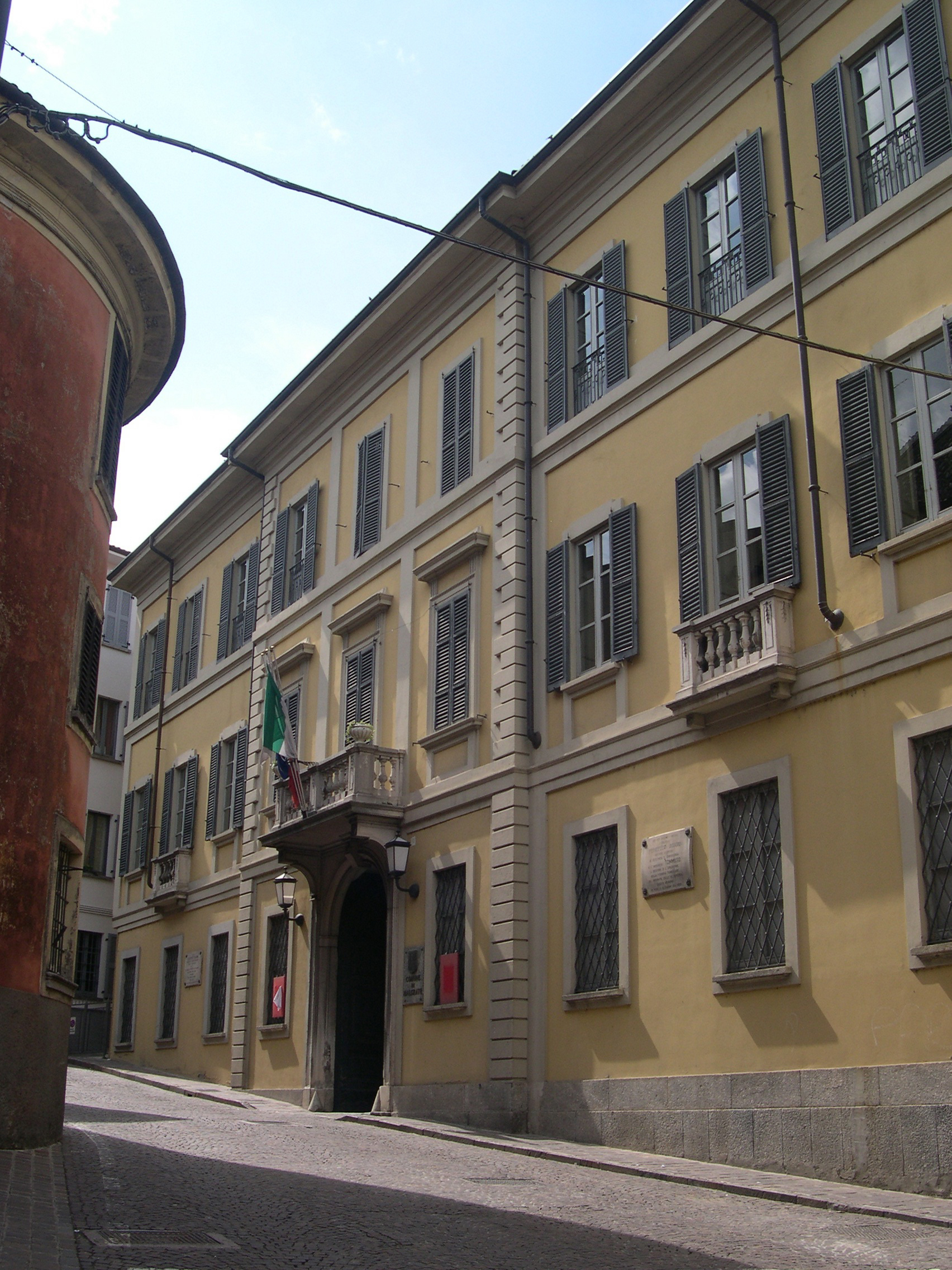
Gemeentehuis

## Demografie
Malgrate telt ongeveer 1722 huishoudens. Het aantal inwoners steeg in de periode 1991-2001 met 1,7% volgens cijfers uit de tienjaarlijkse volkstellingen van ISTAT.
| Jaar | Inwoneraantal |
| ---- | ------------- |
| 1991 | 4137          |
| 2001 | 4207          |

## Geografie
De gemeente ligt op ongeveer 231 m boven zeeniveau.
Malgrate grenst aan de volgende gemeenten: Galbiate, Lecco, Valmadrera.